# Región de Amoron'i Mania
Amoron'i Mania es una región en el centro de Madagascar bordeando la región de Vakinankaratra, en el norte, Atsinanana en el noreste, Vatovavy-Fitovinany en el sureste, Haute Matsiatra en el sur, Atsimo Andrefana en el suroeste y Menabe en el oeste. La capital de la región es Ambositra, y la población se estimó en 693.200 habitantes en 2004. El área de la región es de 16.141 kilómetros cuadrados (6.232 millas cuadradas).
Se divide en cuatro distritos (población en julio de 2014):
- Distrito de Ambatofinandrahana 159,685
- Distrito de Ambositra 269,466
- Distrito de Fandriana 207,077
- Distrito de Manandriana 98,185